# Murmures
Murmures (gemompel, gemopper) is een studioalbum van Christian Décamps et Fils. Het originele muziekalbum verscheen in 2003 bij de fanclub Un pied dans la marge, maar het verscheen een jaar later bij Musea Records. Christian Décamps et Fils vormde in 1997 de basis voor het nieuwe Ange. Décamps wilde kennelijk onderscheid maken, want anders was dit album onder de bandnaam Ange verschenen. Wellicht heeft het ook te maken met de ingeschakelde musici, die niet allen van de toenmalige Ange waren. Het album is opgenomen in Saint-Bresson onder leiding van zoon (Fils) Tristan Décamps. Het album klinkt meer richting folkrock, dan de overige albums van deze band.

## Musici
- Christian Décamps – zang, toetsinstrumenten, akoestisch gitaar
- Tristan Décamps – zang, toetsinstrumenten, gitaar
- Jean Tugler– basgitaar, ritmegitaar
- Alain Blanc – slagwerk, conga's
- Daniel Haas – basgitaar (ex-Ange)
- Hassan Hajdi – gitaar (Ange)
- Matthieu Chaussalet – accordeon
- Thiery Sidhoum – contrabas (Ange)
- Benoit Cazzulini – drumkit
- Guénolé Biger – drumkit
- Claude Demet - gitaar

## Tracklist
Allen van Christian Décamps

| Nr. | Titel                                                           | Duur |
| --- | --------------------------------------------------------------- | ---- |
| 1.  | Murmures (prémices)                                             | 0:43 |
| 2.  | Les choucroutiers du pouvoir                                    | 5:05 |
| 3.  | Tout augmente …                                                 | 3:45 |
| 4.  | Des nuages sur les Vosges (gedicht)                             | 3:50 |
| 5.  | Le grincement de la chausure gauche du contrôleur du Paris-Bâle | 4:40 |
| 6.  | Câline, divine et sensuelle                                     | 3:03 |
| 7.  | Antoinette @.cul                                                | 5:06 |
| 8.  | L’avaleur de sabre                                              | 1:00 |
| 9.  | Lesbien                                                         | 3:30 |
| 10. | Amour solaire pour lune chaude                                  | 4:05 |
| 11. | Danos mon automne mobile                                        | 4:20 |
| 12. | Peau de lune                                                    | 4:48 |
| 13. | Le temps traine des pieds (gedicht)                             | 1:54 |
| 14. | Cannabis bleu pâle                                              | 6:35 |
| 15. | Baisers volés                                                   | 2:30 |
| 16. | Si j’avais des ailes                                            | 3:50 |
| 17. | Murmures                                                        | 8:30 |